# Jenny Kwan

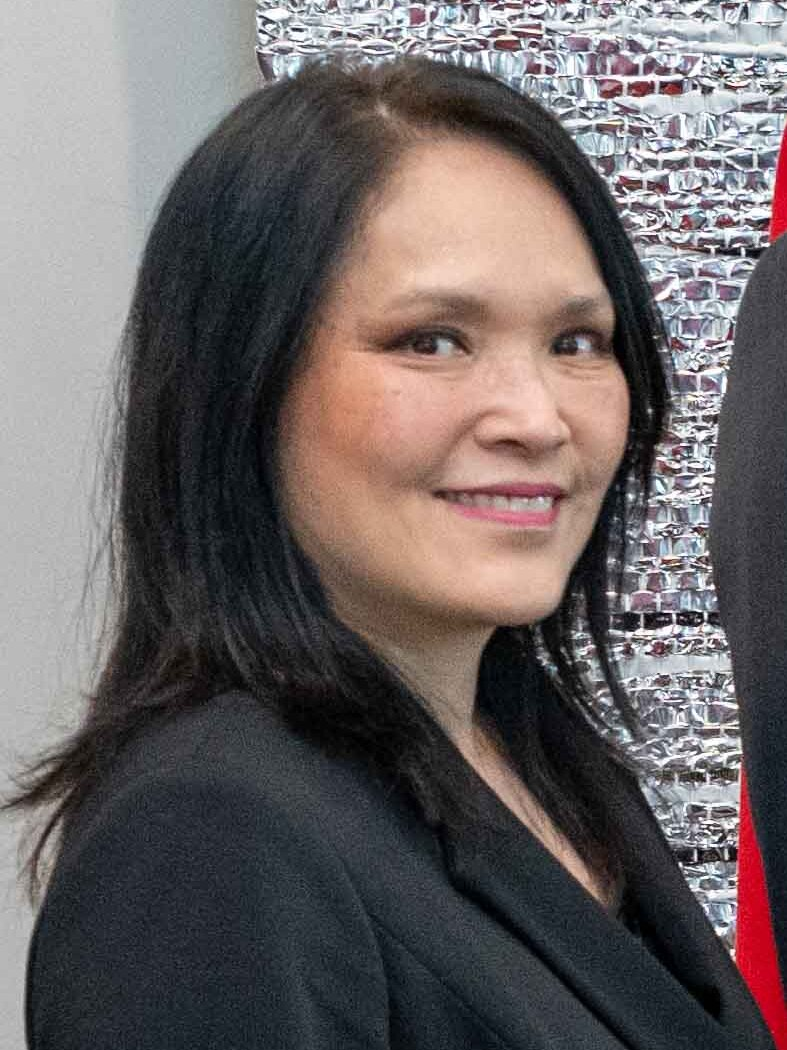
Jenny Kwan (2024)

Jenny Wai Ching Kwan (chinesisch: 關慧貞; * 1967 in Hongkong) ist eine kanadische Politikerin. Seit 2015 ist sie Abgeordnete des Unterhauses für den Wahlkreis Vancouver Ost. Zwischen 1996 und 2015 war sie Abgeordnete der Legislativversammlung von British Columbia für den Wahlkreis Vancouver–Mount Pleasant. Von 1993 bis 1996 war sie Mitglied des Stadtrat von Vancouver.

## Leben und Karriere
Jenny Kwan wurde 1967 im britischen Hongkong geboren. Im Alter von neun Jahren wanderte sie mit ihrer Familie nach Kanada aus. Sie spricht Englisch, Französisch und Kantonesisch. Sie erwarb einen Bachelorabschluss in Kriminologie an der Simon Fraser University. Bevor sie Politikerin wurde, arbeitete sie in der Rechtshilfe in Vancouvers Downtown Eastside, einem Viertel, das für seine Probleme mit Obdachlosigkeit und Drogenkonsum bekannt ist.
1993 wurde Kwan in den Stadtrat von Vancouver gewählt. Mit 26 Jahren war sie die jüngste Stadträtin, die jemals gewählt wurde. Sie war das einzige Mitglied der politischen Partei, Coalition of Progressive Electors (Koalition der fortschrittlichen Wähler), das bei den Kommunalwahl in Vancouver 1993 gewählt wurde.
1996 wurde Kwan als Kandidat der British Columbia New Democratic Party für den Wahlkreis Vancouver–Mount Pleasant für die British Columbia Provinzwahl 1996 ausgewählt. Sie wurde mit 11.155 Stimmen (64,05 %) gewählt. Sie war Ministerin in den Regierungen von Glen Clark, Dan Miller und Ujjal Dosanjh. Als die Partei bei den Provinzwahl 2001 schlecht abschnitt, war sie eines von nur zwei Parteimitgliedern, die in die Legislativversammlung von British Columbia gewählt wurden (die andere war Joy MacPhail).
Sie wurde bei den Provinzwahlen 2005, 2009 und 2013 in die Legislativversammlung von British Columbia wiedergewählt. Im Jahr 2010 forderte sie den Rücktritt der Parteivorsitzenden der New Democratic Party in British Columbia, Carole James. James kündigte ihren Rücktritt am 6. Dezember an, nachdem sie zu dem Schluss gekommen war, dass sie nicht genügend Unterstützung bei den Parteimitgliedern habe. Kwan verzichtete auf eine Kandidatur für den Parteivorsitz beim Parteitag 2011.
Im März 2015 wurde Kwan als Kandidat der föderal Neue Demokratische Partei im Wahlkreis Vancouver Ost für die kommende Kanadische Unterhauswahl 2015 nominiert. Die Abgeordnete des Wahlkreises, Libby Davies, hatte ihn seit 1997 vertreten und ging in den Ruhestand. Sie wurde bei der Wahl mit 29.316 Stimmen (49,94 %) gewählt. Im November 2015 übertrug ihr Parteivorsitzender Thomas Mulcair die Verantwortung für die Einwanderungspolitik der Partei. Nachdem Mulcair als Parteivorsitzender zurückgetreten war, unterstützte Kwan Jagmeet Singh als Kandidaten für den Parteivorsitz. Auf dem Parteitag 2017 wurde Singh mit 53,83 % der Stimmen zum Vorsitzenden gewählt und setzte sich gegen Charlie Angus, Guy Caron und Niki Ashton durch.
Kwan wurde in der Kanadische Unterhauswahl 2019 und der Kanadische Unterhauswahl 2021 wiedergewählt. Im Mai 2023 gab der Canadian Security Intelligence Service bekannt, dass Kwan einer von mehreren chinesisch-kanadischen Politikern war, die im Visier chinesischer Diplomaten und Geheimdienste standen. Kwan hat durch ihre Unterstützung demokratischer Aktivisten in Hongkong die Aufmerksamkeit der chinesischen Regierung auf sich gezogen.